# B-sides, Seasides and Freerides
B-sides, Seasides and Freerides es un álbum recopilatorio de caras B de la banda británica de rock Ocean Colour Scene. La mayoría de las canciones provienen de caras B de sencillos extraídos de Moseley Shoals, en general acústicas.
Además incluye versiones acústica de los éxitos "The Day We Caught the Train" y "The Circle y la canción "Robin Hood". La versión en directo de la canción de The Beatles "Day Tripper" cuenta con la participación de Noel y Liam Gallagher de Oasis.

## Lista de canciones
1. "Huckleberry Grove" (2:59)
2. "The Day We Caught the Train" (acústico) (3:21)
3. "Mrs Jones" (2:59)
4. "Top Of The World" (3:48)
5. "Here In My Heart" (3:01)
6. "I Wanna Stay Alive With You" (3:36)
7. "Robin Hood" (3:35)
8. "Chelsea Walk" (3:12)
9. "Outside of a Circle" (3:06)
10. "The Clock Struck 15 Hours Ago" (3:06)
11. "Alibis" (3:01)
12. "Chicken Bones And Stones" (3:35)
13. "Cool Cool Water" (2:40)
14. "Charlie Brown Says" (2:55)
15. "Day Tripper" (live) (4:23)
16. "Beautiful Losers" (2:38)